# Provincia Nuestra Señora de Gracia de Colombia
La Provincia de Nuestra Señora de Gracia de Colombia es una circunscripción de la Orden de San Agustín, cuya demarcación territorial coincide con la extensión geográfica de la República de Colombia. Debe su existencia a la iniciativa de la Provincia Agustiniana de Nuestra Señora de Gracia de Perú. 
Una Provincia es la agrupación de Hermanos y de varias casas que constituyen una parte de una Orden Religiosa. El máximo ente de gobierno de una Provincia se conoce como Capítulo Provincial, llevado a cabo cada 4 años. El Proyecto Provincial resultante del Capítulo es coordinado por el Gobierno Provincial, compuesto de un Prior Provincial, un grupo de cuatro Consejeros que ayudan al Prior en el gobierno y un Ecónomo que se encarga de cuidar los bienes de la Provincia y administrarlos bajo la dirección del Prior Provincial. El secretario Provincial, se encarga de ordenar y administrar los registros bajo la dirección del Prior Provincial y su Consejo. Cada Provincia está conformada por Comunidades Locales que cuentan con al menos tres hermanos, entre los que debe existir, al menos, un Prior y un Ecónomo, además de un sacristán, un bibliotecario y un secretario, siempre que sea posible. 

## Historia
La Provincia Agustiniana de Nuestra Señora de Gracia de Colombia debe su existencia a la iniciativa de la Provincia Agustiniana bajo el mismo título en el Perú. En efecto, la Provincia de Colombia, fundada por los agustinos venidos desde México y España, experimentó un vigoroso crecimiento que la hizo rebasar los límites de esa nación, y la llevó a asentarse también en Ecuador, estableciendo en la Ciudad de Quito un centro alterno de operaciones. 
Consecuencia lógica de tan poderoso impulso expansionara fue el mandato que impartió, en 1575, el Prior Provincial de Lima Fray Luis Álvarez de Toledo, al Padre Juan Luis Próspero Tinto, para que viajara a la Nueva Granada y fundara el primer convento agustiniano en la Ciudad de Santa Fe, Capital del Nuevo Reino. 

Fray Juan Luis Próspero Tinto cumplió su cometido y el 11 de octubre de 1575 fundó el convento de San Agustín en la ciudad de Santa Fe (actual Bogotá), por autoridad de la Provincia Agustiniana de Nuestra Señora de Gracia del Perú.
Pasados tres años, la provincia Agustiniana de Quito se separó de la Provincia Agustiniana del Perú. Esta división significó que la Provincia de Quito quedaría encargada de todas las fundaciones agustinianas, desde Loja hacia el norte, incluido el Convento de San Agustín de Santa Fe en la Nueva Granada.
Transcurrido algún tiempo, los frailes acudieron al rey Felipe II y al Prior General pidiendo autorización para que la Provincia de Quito pudiera dividirse en dos. Recibida la aprobación, se convocó un Capítulo Provincial en la Ciudad de Cali, desde el 15 hasta el 31 de julio de 1601, resultando elegidos como superiores provinciales Agustín Rodríguez de Silva (nombrado Obispo, casi de inmediato) para la Provincia de Quito (bajo el título de San Miguel) y Alonso Ovalle de Escobar para la Provincia del Nuevo Reino de Granada (bajo el título de Nuestra Señora de Gracia). 
La actividad religiosa, misionera y cultural desplegada por los Agustinos en Colombia dio lugar a la fundación de numerosos pueblos, al establecimiento de conventos en diversos lugares, a la conformación de un número significativo parroquias y al sostenimiento de varias misiones.
En el área científica cabe señalar la fundación de una Universidad, autorizada por el Papa Inocencio XII el 24 de abril de 1694, con el título de San Nicolás de Mira, que contribuyó al progreso científico de la República de Colombia y que se reabrió con el título de Unicervantina Archivado el 6 de octubre de 2014 en Wayback Machine. en el año 2010.

### Universidad San Nicolás de Mira
Los agustinos provenientes de Perú en la segunda mitad del siglo XVI se localizaron al sur del entonces río Manzanares, más tarde llamado río San Agustín, donde iniciaron la construcción de una iglesia y un convento adyacente, del cual no quedan más que leves vestigios históricos como el Claustro de San Agustín que actualmente está en manos de la Universidad Nacional. Este conjunto conventual ocupaba un amplia área que se extendió hasta la ribera norte del río, tras la construcción del Colegio Universitario de San Nicolás de Mira.
Los Padres fundadores recibieron la autorización para educar en Teología y Filosofía a miembros de la Orden de San Agustín y a otros eclesiásticos, e iniciaron labores en 1697 en el claustro conventual adyacente a la Iglesia de San Agustín. El crecimiento acelerado de este Colegio Universitario llevó a los frailes a independizar la tarea educadora de la formación conventual con la iniciativa del entonces Provincial, Fray Gregorio Agustín Salgado, quien inició la construcción del claustro que se constituiría en sede universitaria durante 40 años.
La Universidad San Nicolás de Mira produjo hombres tan brillantes como el benemérito Padre Fray Diego Francisco Padilla. Sin embargo, perduró únicamente hasta el año 1861 cuando fue clausurada por intervención directa del gobierno de Tomás Cipriano de Mosquera.   

### Declive y Restauración
Como secuela fatídica de la política antirreligiosa del Presidente Tomás Cipriano de Mosquera, la Provincia sufrió un declive que logró detenerse con la llegada de  los Padres Agustinos de la Provincia del Santísimo Nombre de Jesús de Filipinas (España), en el mes de enero de 1899.
Fueron ellos quienes emprendieron el largo camino de la restauración, proceso que culminó en el año 1989, cuando el Capítulo General le devolvió a la Provincia Agustiniana de Nuestra Señora de Gracia de Colombia el carácter de Provincia. La comunidad fue condecorada con la Orden Nacional al Mérito en el grado Cruz de Plata de manos del Ministro de Relaciones Exteriores, Guillermo Fernández de Soto, en septiembre del año 2000, en ceremonia realizada en el Palacio de San Carlos de Bogotá con ocasión de la conmemoración de los 400 años de la llegada de la Orden de San Agustín a Colombia. La distinción fue recibida conjuntamente por los clérigos rectores de las tres sedes del Liceo de Cervantes en Colombia.
A través de esos años, la Provincia regentó numerosas parroquias en diversas regiones del País; reparó algunos conventos, fundó varios colegios, compró una radiodifusora y fundó un  Observatorio meteorológico en la ciudad  de Barranquilla. En 1940 se arraigó el piadoso Peregrinaje a Nuestra Señora de la Salud de Bojacá (Cundinamarca).  

### Priores Provinciales
- P. Fray Elviro Jorde Pérez, OSA. (1905-1909)
- P. Fray Urbano Álvarez, OSA. (1909-1913)
- P. Fray Urbano Solis, OSA. (1913-16-19)
- P. Fray Telésforo Belloso, OSA. (1922-1926)
- P. Fray José Pérez Gómez, OSA. (1926-1927)
- P. Fray Fidel Calvo, OSA. (1927-1929)
- P. Fray Eduardo Diez Novoa, OSA. (1929-1932)
- P. Fray José Marcos, OSA. (1932-1935)
- P. Fray Feliciano LLamas, OSA. (1935-1938)
- P. Fray Crescencio Fernandez, OSA. (1938-1941)
- P. Fray Nicolás Salgado, OSA. (1946-1949)
- P. Fray Eliseo Alava, OSA. (1952-1955)
- P. Fray Dionisio Burón, OSA. (1955-1958)
- P. Fray Restituto Fuertes, OSA. (1958-1961)
- P. Fray Sergio González, OSA. (1964-1967)
- P. Fray Candido Barja, OSA. (1970-1974)
- P. Fray Germán Villabón, OSA. (1974-1978)
- P. Fray Frutos Robles, OSA. (1978-1982)
- P. Fray Emiliano Álvarez, OSA. (1982-1986)
- P. Fray Bernardo de Anta, OSA. (1986-1990)
- P. Fray Juan Nepomuceno Betancourt, OSA. (1990-1998)
- P. Fray Miguel Villamizar, OSA. (1998-2006)
- P. Fray Argiro de Jesús Escobar Giraldo, OSA. (2006-2013)
- P. Fray Marino Antonio Piedrahíta Rodas, OSA. (2013-2021)
- P. Fray Israel Jiménez Ramírez, OSA (2021-2025)

## Actualidad
En Colombia los agustinos cuentan más de 400 años de servicio a los ciudadanos. Presentes en Bogotá, Barranquilla, Medellín, Facatativá, Chía, Bojacá y Mocoa. Trabajan en parroquias, medios de comunicación, instituciones educativas, obras sociales, casas de formación.
En Barranquilla, los agustinos recibieron, el 21 de junio de 1906, de manos de Monseñor Pedro Adán Brioschi, Arzobispo de Cartagena, la parroquia de San Nicolás de Barranquilla, establecida en el año 1701. Patrimonio arquitectónico de los barranquilleros, este templo fue Pro-catedral, desde el 7 de julio de 1932 hasta el 20 de julio de 1982 y su restauración fue celebrada en el año 2011. Situado al norte de esta ciudad, se encuentra también el Liceo de Cervantes fundado en 1965. Alcanzó su primera promoción en 1972, convirtiéndose así en abanderado de la educación religiosa para niños y jóvenes de ambos sexos.
Hoy por hoy, en Bogotá, se encuentra ubicada la Curia Provincial, el Convento Máximo San Agustín, el Taller de Restauración, el Profesorio Agustiniano (centro de formación de los Profesos Temporales), las dos sedes de la Fundación Universitaria Cervantes San Agustín - UniCervantes, los colegios Liceo de Cervantes el Retiro y Liceo de Cervantes Norte, la Parroquia Santa Mónica, la Central de Medios de Emisora Mariana y el Centro de Espiritualidad San Agustín.
En los alrededores de Bogotá se encuentran, el Santuario de Nuestra Señora de la Salud de Bojacá, la Parroquia Santa Rita de Cascia en Facatativá, la Parroquia Santa Lucía en Chía y tres casas de Formación: el Convento de Nuestra Señora de Gracia (Bojacá), el Convento San Alonso de Orozco (Chía) y el Convento San Nicolás de Tolentino (Facatativá). 
Los Padres Agustinos arribaron a Medellín, capital de Antioquia, en el  año 1969, y se hicieron cargo de la parroquia de Santo Tomás de Villanueva, localizada  en la periferia de la ciudad, Barrio  Guasimal. Posteriormente, en el año 1975, la parroquia de Santo Tomás de Villanueva fue intercambiada por la parroquia de Nuestra Señora del Buen Consejo, situada en el Barrio Girardot. Actualmente, los frailes agustinos continúan atendiendo tanto la parroquia, el Colegio que lleva el mismo nombre, fundado el 1 de enero de 1987 por Fray Lucio Cambero Carnero, fue adquirido por la Arquidiócesis en el 2017, este mismo año a la Orden en Colombia se les adjudicó una Parroquia en el municipio de Mocoa, la Parroquia Jesús Eucaristía.

### Apostolados
- Convento San Alonso de Orozco (Prenoviciado Agustiniano). Chía.
- Convento Santo Tomás de Villanueva (Profesorio Agustiniano). Bogotá.
- Convento Nuestra Señora de Gracia (Noviciado Agustiniano).
- Parroquia Santa Rita de Cascia Facatativá.
- Convento San Nicolás de Tolentino, (Aspirantado Agustiniano) Facatativá.
- Parroquia Santa Lucía, Chía.
- Parroquia Santa Mónica, Bogotá.
- Parroquia San Nicolás de Tolentino, Barranquilla.
- Parroquia Nuestra Señora del Buen Consejo, Medellín.
- Santuario de Nuestra Señora de la Salud de Bojacá o Parroquia San Lorenzo Mártir.
- Templo San Agustín, Bogotá.
- Fundación Universitaria Cervantes San Agustín - UniCervantes.
- Liceo de Cervantes el Retiro.
- Liceo de Cervantes, Norte.
- Liceo de Cervantes, Barranquilla.
- Emisora Mariana de Bogotá.
- Fundación Ciudad de Dios, Albán.

#### UniCervantes
La Fundación Universitaria Cervantes San Agustín - UniCervantes tras obtener la personería jurídica en el año 2010, como nueva Institución de Educación Superior de los Padres Agustinos, y reconocida como Institución Universitaria, inició actividades en el año 2011, inicialmente con el pregrado de Teología. 
Fundada como Institución de carácter confesional católico, en cumplimiento del Decreto expedido por el Capítulo Provincial de 2002, para ejercer y desarrollar el servicio de la educación superior privada, a partir del concepto de educación agustiniana, la Fundación Universitaria Cervantes San Agustín - UniCervantes opera en Bogotá en dos sedes, la primera de ellas ubicada en la calle 77 con carrera 11 – sede Administrativa – y la segunda ubicada en la calle 203 – Campus Universitario Arrayanes –.

#### Emisora Mariana de Bogotá
Los orígenes de la Emisora Mariana están muy relacionados con los de Emisora Kennedy. En los años anteriores al establecimiento de la Emisora Mariana, el señor Luis Eduardo Rodríguez, a instancias de una piadosa religiosa, decidió crear una pequeña emisora, totalmente casera y doméstica, elemental y sencilla, que por primera vez salió al aire desde un local de la Cárcel La Modelo, sus trasmisiones fueron muy bien recibidas por la radio audiencia.
Entusiasmado por el buen suceso, y después de hacerle unas mejoras, el señor Rodríguez resolvió oficializar su emisora solicitando y obteniendo del Ministerio de Comunicaciones la frecuencia de 1430khz, en amplitud modulada, que él denominó “La Voz de María”.
Siempre en pos del progreso el señor Rodríguez buscó la ayuda de Fray Manuel Cadierno Parra, un aficionado a las ciencias radiofónicas, sacerdote de la comunidad de la Orden de San Agustín, residente, por entonces, en el Convento de San Agustín de Bogotá. A estos dos se unió luego el Dr. Pompilio Sánchez Cuadros, hombre notable en el dominio de la radiodifusión y técnico de la Emisora “Radio Sutatenza”; entre los tres construyeron un nuevo transmisor, algo más grande que el primero, el cual trabajó en forma perfecta.
El 7 de noviembre de 1958 fue expedida la resolución 3702 mediante la cual el Ministerio de Comunicaciones concedió licencia para que instalara en la ciudad de Bogotá la Emisora Cultural denominada “Voz Mariana” HJKM 1400 MHz. Cumplido este requisito legal, “La Voz Mariana” salió al aire el 10 de noviembre de 1958 a las 4 y 30 de la tarde, con transmisión de dos horas al día, que luego se amplió a 16 horas diarias.
Dirigidos por los frailes de la Orden de San Agustín, los estudios de esta radiodifusora que pasó a denominarse Emisora Mariana, y que dieron origen a la emisora virtual Tres FM Archivado el 6 de octubre de 2014 en Wayback Machine., están ubicados en el centro de Bogotá a espaldas del templo de San Agustín.

#### Fondo Bibliográfico
El actual Fondo Bibliográfico de la Provincia Nuestra Señora de Gracia de Colombia cuenta con 3700 volúmenes y alberga material bibliográfico desde el año 1512, ejemplares empastados en cuero y ediciones de lujo. Esta colección es parte de la importante biblioteca del Convento de San Agustín de la Ciudad de Santafé, que llegó a tener, de acuerdo al inventario realizado en el año de 1819, 5768 volúmenes.  
La temática sobre la que versa la colección es, en un 60%,  teológica, con ejemplares de derecho canónico, dogmática, moral, Biblia, historia, filosofía, ciencias naturales, arte, música, liturgia, entre otros, en latín, inglés, francés, italiano, portugués, castellano, entre otros.

#### Patrimonio Artístico y Taller de Restauración
Fruto de las  más diversas manifestaciones artísticas, son las obras custodiadas por los Frailes Agustinos en Colombia, nacidas de su quehacer evangelizador y cultural, que reflejan los modelos de santidad que han florecido en la Orden de San Agustín, sus virtudes heroicas, su alta contemplación, su entrega al servicio de la Iglesia y su observancia religiosa.
Este servicio a la cultura, expresión estética, manifestación de tendencias y escuelas artísticas, reflejo de costumbres, relaciones, valores y razas, ha permitido durante siglos a sociólogos, etnógrafos, historiadores, entre otros, sumergirse en la vida y las costumbres de los pueblos colombianos para extraer datos y conclusiones que permitan la reconstrucción del legado histórico de sus ancestros.

Estas mismas expresiones artísticas que han servido a la ciencia, manifiestan las creencias de un pueblo, por lo que no es extraño respirar en ellas un hálito de misticismo exteriorizado en representaciones de la obra redentora de Cristo, los misterios de su ministerio en el mundo, la especial vocación de María y, en definitiva, una síntesis de los contenidos de la fe católica.